# Luisa Garella
Pour les articles homonymes, voir Garella.
Luisa Garella parfois Luisa Garyl de son vrai nom  Luisa Gargarella  née à Florence le 6 janvier 1921 est une actrice italienne.

## Biographie
Luisa Garella créditée parfois comme Luisa Garyl de son vrai nom  Luisa Gargarella  est née à Florence le 6 janvier 1921. Elle débute au cinéma en 1934 dans Paraninfo de Amleto Palermi. Elle tourne une quinzaine de films entre 1934 et 1943. Elle disparaît des plateaux en 1943.

### Filmographie partielle
- 1934 : Paraninfo de Amleto Palermi.
- 1936 : 
  - L'Esclave blanc de Jean-Paul Paulin
  - Joe il rosso de Raffaello Matarazzo
- 1937 : 
  - Il fu Mattia Pascal de Pierre Chenal.
  - L'uomo che sorride de Mario Mattoli
- 1941 : 
  - La scuola dei timidi de Carlo Ludovico Bragaglia
  - L'ultimo ballo de Camillo Mastrocinque
  - Scampolo de Nunzio Malasomma
- 1942 :
  - Grattacieli de Guglielmo Giannini
  - L'affare si complica de Pier Luigi Faraldo
- 1943 : 
  - Cortocircuito de Giacomo Gentilomo
  - 4 ragazze sognano de Guglielmo Giannini
  - Il nemico de Guglielmo Giannini
  - La signora in nero de Nunzio Malasomma